# Ospedale di Stato della Repubblica di San Marino
L'ospedale di Stato della Repubblica di San Marino è una struttura sanitaria situata a Cailungo, curazia di Borgo Maggiore; è l'unico ospedale situato nello Stato e serve i cittadini sammarinesi ed i residenti stranieri, per un bacino d'utenza intorno alle 33.000 persone.

## Storia
Venne inaugurato il 25 luglio 1981 alla presenza dei capitani reggenti Gastone Pasolini e Maria Lea Pedini Angelini, al posto del vecchio ospedale della Misericordia, con sede a Città di San Marino, che venne inaugurato nel 1941 alla presenza di Mussolini e dei capitani reggenti Gino Gozi e Secondo Menicucci.
Nel periodo dal 15 ottobre 2007 al 15 ottobre 2008 nell'ospedale si sono effettuati 847 interventi chirurgici, di cui 388 in regime di ricovero ordinario (91 in urgenza) e 324 in chirurgia ambulatoriale, 135 in day surgery e si contavano 7 interventi di chirurgia vascolare, 29 di chirurgia plastica, 12 in chirurgia tiroidea, 41 in chirurgia mammaria. Nell'attività urologia gli interventi sono stati in totale 175 dei quali 69 a cielo aperto, 81 endoscopici e 25 in regime di day surgery.
L'ospedale nel 2023 dispone di 113 posti letto.